# Притча об артисте. Лицедей
«Притча об артисте. Лицедей» — советский рисованный мультфильм, который создал режиссёр Николай Серебряков на студии «Союзмультфильм» в 1989 году.

## Сюжет
По дороге шли люди в одеждах разных времён. И каждый что-нибудь нёс: знаки своей судьбы, страстей или занятий. И только один человек шёл без поклажи. Он вглядывался в людей, некоторые обгоняли его, а те смотрели на него с удивлением. «Почему ты ничего не несёшь?» — спрашивали люди. 

«Я несу нелёгкий груз, вы просто не видите мою поклажу!» — отвечал человек. 

«Ты морочишь нам голову! Кто ты?» — спрашивали люди. 

«Я — артист. Моё ремесло — дать каждому из вас прожить много жизней, страдая, смеясь и надеясь. Без этого жизнь слишком коротка». И артист дал три представления: «Крылья», «Дом в огне», «Лабиринт».

## Съёмочная группа
| Автор сценария             | Алексей Спешнев |
| Кинорежиссёр               | Николай Серебряков                                                                                                  |
| Художники-постановщики     | Владимир Морозов, Ильдар Урманче                                                                                    |
| Композитор                 | Геннадий Гладков |
| Кинооператор               | Людмила Крутовская                                                                                                  |
| Звукооператор              | Владимир Кутузов |
| Художники-мультипликаторы: | Марина Восканьянц, Анатолий Абаренов, Юрий Кулаков, Юрий Кузюрин, Андрей Смирнов, Вячеслав Каюков, Андрей Игнатенко |
| Текст читает:              | Игорь Ясулович |
| Художники:                 | С. Смирнова, Юлия Сомина, Надежда Назарова                                                                          |
| Монтажёр                   | Наталия Степанцева                                                                                                  |
| Редактор                   | Наталья Абрамова |
| Директор съёмочной группы  | Нина Сучкова |

## О мультфильме
В основу …Лицедея легли рисунки знаменитого графика Ильдара Урманче. Это история артиста, сочиняющего иллюзорный мир, перерабатывающего в чистую энергию искусства счастливый опыт обретений и печальный опыт утрат.— ЛУКИНЫХ Н. Новейшая история отечественного кино. 1986—2000. Кино и контекст. Т. 3. СПб, 2001.

## Фестивали и награды
- 1990 — «Ника» за лучший анимационный фильм.